# 17th Screen Actors Guild Awards
17th SAG Awards

30. januar 2011
Best Cast – Motion Picture: 

Kongens store tale
Best Cast – Drama Series: 

Boardwalk Empire

Best Cast – Comedy Series: 

Modern Family
Den 17th Annual Screen Actors Guild Awards-uddeling, der har til formål at hædre de bedste film- og tv-skuespillere i året 2010, fandt sted d. 30. januar 2011 i Shrine Exposition Center i Los Angeles, California for 15. år i træk.
De nominerede blev annonceret d. 16. december 2010 af Rosario Dawson og Angie Harmon i Los Angeles' Pacific Design Center's Silver Screen Theater.

## Nominerede og vindere

### Screen Actors Guild 47th Annual Life Achievement Award
Ernest Borgnine

### Film

#### Outstanding Performance by a Male Actor in a Leading Role
Colin Firth – Kongens store tale
- Jeff Bridges – True Grit
- Robert Duvall – Get Low
- Jesse Eisenberg – The Social Network
- James Franco – 127 Hours

#### Outstanding Performance by a Female Actor in a Leading Role
Natalie Portman – Black Swan
- Annette Bening – The Kids Are All Right
- Nicole Kidman – Rabbit Hole
- Jennifer Lawrence – Winter's Bone
- Hilary Swank – Conviction

#### Outstanding Performance by a Male Actor in a Supporting Role
Christian Bale – The Fighter
- John Hawkes – Winter's Bone
- Jeremy Renner – The Town
- Mark Ruffalo – The Kids Are All Right
- Geoffrey Rush – Kongens store tale

#### Outstanding Performance by a Female Actor in a Supporting Role
Melissa Leo – The Fighter
- Amy Adams – The Fighter
- Helena Bonham Carter – Kongens store tale
- Mila Kunis – Black Swan
- Hailee Steinfeld – True Grit

#### Outstanding Performance by a Cast in a Motion Picture
Kongens store tale 

Anthony Andrews, Claire Bloom, Helena Bonham Carter, Jennifer Ehle, Colin Firth, Michael Gambon, Derek Jacobi, Guy Pearce, Geoffrey Rush aog Timothy Spall
- Black Swan

Vincent Cassel, Barbara Hershey, Mila Kunis, Natalie Portman og Winona Ryder
- The Fighter

Amy Adams, Christian Bale, Melissa Leo, Jack McGee og Mark Wahlberg
- The Kids Are All Right

Annette Bening, Josh Hutcherson, Julianne Moore, Mark Ruffalo og Mia Wasikowska
- The Social Network

Jesse Eisenberg, Andrew Garfield, Armie Hammer, Max Minghella og Justin Timberlake

#### Outstanding Performance by a Stunt Ensemble in a Motion Picture
Inception
- Green Zone
- Robin Hood

### Fjernsyn

#### Outstanding Performance by a Male Actor in a Television Movie or Miniseries
Al Pacino – You Don't Know Jack
- John Goodman – You Don't Know Jack
- Dennis Quaid – The Special Relationship
- Édgar Ramírez – Carlos
- Patrick Stewart – Macbeth

#### Outstanding Performance by a Female Actor in a Television Movie or Miniseries
Claire Danes – Temple Grandin
- Catherine O'Hara – Temple Grandin
- Julia Ormond – Temple Grandin
- Winona Ryder – When Love Is Not Enough: The Lois Wilson Story
- Susan Sarandon – You Don't Know Jack

#### Outstanding Performance by a Male Actor in a Drama Series
Steve Buscemi – Boardwalk Empire
- Bryan Cranston – Breaking Bad
- Michael C. Hall – Dexter
- Jon Hamm – Mad Men
- Hugh Laurie – House

#### Outstanding Performance by a Female Actor in a Drama Series
Julianna Margulies – The Good Wife
- Glenn Close – Damages
- Mariska Hargitay – Law & Order: Special Victims Unit
- Elisabeth Moss – Mad Men
- Kyra Sedgwick – The Closer

#### Outstanding Performance by a Male Actor in a Comedy Series
Alec Baldwin – 30 Rock
- Ty Burrell – Modern Family
- Steve Carell – The Office
- Chris Colfer – Glee
- Ed O'Neill – Modern Family

#### Outstanding Performance by a Female Actor in a Comedy Series
Betty White – Hot in Cleveland
- Edie Falco – Nurse Jackie
- Tina Fey – 30 Rock
- Jane Lynch – Glee
- Sofía Vergara – Modern Family

#### Outstanding Performance by an Ensemble in a Drama Series
Boardwalk Empire

Steve Buscemi, Michael Pitt, Kelly MacDonald, Michael Shannon, Shea Whigham, Aleksa Palladino, Michael Stuhlbarg, Stephen Graham, Vincent Piazza, Paz de la Huerta, Michael Kenneth Williams, Gretchen Mol, Paul Sparks, Anthony Laciura, Erik Weiner og Dabney Coleman
- The Closer

Kyra Sedgwick, J.K. Simmons, Corey Reynolds, Robert Gossett, G.W. Bailey, Tony Denison, Michael Paul Chan, Raymond Cruz og Jon Tenney
- Dexter

Michael C. Hall, Julie Benz, Jennifer Carpenter, C.S. Lee, Lauren Velez, David Zayas og James Remar
- The Good Wife

Julianna Margulies, Josh Charles, Archie Panjabi, Matt Czuchry, Christine Baranski, Chris Noth, Graham Phillips og Alan Cumming
- Mad Men

Jon Hamm, Elisabeth Moss, Vincent Kartheiser, January Jones, Christina Hendricks, Jared Harris, Aaron Staton, Rich Sommer, Kiernan Shipka, with Robert Morse og John Slattery

#### Outstanding Performance by an Ensemble in a Comedy Series
Modern Family

Ed O'Neill, Sofía Vergara, Julie Bowen, Ty Burrell, Jesse Tyler Ferguson, Eric Stonestreet, Sarah Hyland, Rico Rodriguez, Ariel Winter og Nolan Gould
- 30 Rock

Tina Fey, Tracy Morgan, Jane Krakowski, Jack McBrayer, Scott Adsit, Judah Friedlander og Alec Baldwin
- Glee

Max Adler, Dianna Agron, Chris Colfer, Jane Lynch, Jayma Mays, Kevin McHale, Lea Michele, Cory Monteith, Heather Morris, Matthew Morrison, Mike O'Malley, Chord Overstreet, Amber Riley, Naya Rivera, Mark Salling, Harry Shum, Jr., Iqbal Theba og Jenna Ushkowitz
- Hot in Cleveland

Valerie Bertinelli, Jane Leeves, Wendie Malick og Betty White
- The Office

Leslie David Baker, Brian Baumgartner, Creed Bratton, Steve Carell, Jenna Fischer, Kate Flannery, Ed Helms, Mindy Kaling, Ellie Kemper, Angela Kinsey, John Krasinski, Paul Lieberstein, B.J. Novak, Oscar Nuñez, Craig Robinson, Phyllis Smith, Rainn Wilson og Zach Woods

#### Outstanding Performance by a Stunt Ensemble in a Television Series
True Blood
- Burn Notice
- CSI: NY
- Dexter
- Southland

## Eksterne links
- SAG Awards official siteArkiveret 21. april 2012 hos  Wayback Machine